# Фахрутдинов, Дмитрий Рашидович
Дмитрий Рашидович Фахрутдинов (4 апреля 1983, Москва) — российский хоккеист, защитник.

## Биография
Воспитанник ярославского «Торпедо». На профессиональном уровне начал выступать за «Торпедо-2»/«Локомотив-2» в первой лиге (1999/2000 — 2002/2003). В сезоне 2002/03 в составе ярославского «Локомотива» стал чемпионом России. В дальнейшем играл в высшей лиге за ТХК Тверь (2003/04), «Воронеж» (2003/04), «Амур» Хабаровск (2004/05 — 2005/06), «Мотор» Барнаул (2005/06), «Нефтяник» Альметьевск (2006/07), «Молот-Прикамье» Пермь (2006/07), «Спутник» Нижний Тагил (2007/08 — 2009/10), в ВХЛ за «Ермак» Арганск (2010/11 — 2011/12), «Ладу» Тольятти (2012/13 — 2013/14), ТХК (2014/15), в АХЛ за «Сахалин» Южно-Сахалинск (2014/15 — 2017/18).
Чемпион мира среди молодёжных команд 2003.